# Dyje
Dyje (do 1950 roku Milfron, niem. Mühlfraun) – wieś i gmina w Czechach, w kraju południowomorawskim, nad rzeką Dyją, 5 km na wschód-południowy wschód od Znojma, 3 km na północny zachód od Tasovic i 11 km od granicy państwowej z Austrią. Według danych z dnia 1 stycznia 2022 liczyła 484 mieszkańców.

## Historia
Pierwsza pisemna wzmianka o wsi pochodzi z 1283 roku, kiedy to synowie zmarłego Dietricha z Dobronic sprzedali miejscowość premonstratensom z klasztoru w Louce (obecnie w granicach miasta Znojmo). Kościół św. Wawrzyńca wzniesiony około 1280 roku został całkowicie zniszczony podczas wojen husyckich (1419–1436). W 1768 roku położono kamień węgielny pod nowy kościół św. Jana Nepomucena, budowlę w stylu barokowym ukończono w 1775 roku. Dyje to znana w regionie miejscowość pielgrzymkowa z czczonym wizerunkiem Ubiczowanego Zbawiciela.

## Zabytki
- kościół św. Jana Nepomucena
- figura św. Jana Nepomucena
- zamek opata